# Aquila 1902 Montevarchi 2021-2022
Questa voce raccoglie le informazioni riguardanti l'Aquila 1902 Montevarchi nelle competizioni ufficiali della stagione 2021-2022.

## Divise e sponsor
Il fornitore tecnico per la stagione 2021-2022 è Mizuno; lo sponsor di maglia è Zucchetti.
| Casa | Trasferta |

## Rosa
| N. |                           | Ruolo | Calciatore                    |
| -- | ------------------------- | ----- | ----------------------------- |
| 1  | Italia (bandiera)         | P     | Filippo Rinaldi               |
| 2  | Costa d'Avorio (bandiera) | D     | Emmanuel Achy                 |
| 3  | Italia (bandiera)         | D     | Sean Martinelli               |
| 4  | Italia (bandiera)         | D     | Alessandro Tozzuolo           |
| 5  | Italia (bandiera)         | C     | Alessandro Mercati            |
| 6  | Romania (bandiera)        | D     | Eduard Dutu                   |
| 7  | Italia (bandiera)         | C     | Rocco Casiello                |
| 7  | Italia (bandiera)         | C     | Giovanni Nannelli             |
| 8  | Italia (bandiera)         | C     | Francesco Amatucci (capitano) |
| 9  | Italia (bandiera)         | A     | Diego Gambale                 |
| 10 | Italia (bandiera)         | C     | Simone Biagi                  |
| 11 | Italia (bandiera)         | C     | Carlo Martorelli              |
| 11 | Italia (bandiera)         | A     | Daniele Sorrentino            |
| 12 | Italia (bandiera)         | P     | Alberto Ciabattini            |
| 13 | Italia (bandiera)         | A     | Francesco Barranca            |
| 14 | Italia (bandiera)         | D     | Antonio Boccadamo             |

| N. |                    | Ruolo | Calciatore            |
| -- | ------------------ | ----- | --------------------- |
| 16 | Italia (bandiera)  | A     | Alberto Lunghi        |
| 18 | Italia (bandiera)  | A     | Luca Lischi           |
| 20 | Italia (bandiera)  | D     | Denis Chiesa          |
| 21 | Gambia (bandiera)  | A     | Sulayman Jallow       |
| 22 | Italia (bandiera)  | P     | Andrea Giusti         |
| 29 | Italia (bandiera)  | C     | Gianluca Carpani      |
| 30 | Italia (bandiera)  | D     | Tommaso Senzamici     |
| 31 | Italia (bandiera)  | C     | Riccardo Doratiotto   |
| 32 | Italia (bandiera)  | A     | Francesco Intinacelli |
| 45 | Italia (bandiera)  | A     | Guglielmo Mignani     |
| 55 | Italia (bandiera)  | D     | Mattia Gennari        |
| 70 | Italia (bandiera)  | D     | Giulio Giordani       |
| 77 | Italia (bandiera)  | A     | Nicolas Boiga         |
| 87 | Italia (bandiera)  | D     | Gianluca Bassano      |
| 88 | Croazia (bandiera) | C     | Antonio Mionić        |
| 97 | Italia (bandiera)  | P     | Mattia Valentini      |

## Calciomercato

### Sessione estiva(dal 01/07 al 31/08)
| Acquisti | Acquisti              | Acquisti        | Acquisti      |
| R.       | Nome                  | da              | Modalità      |
| -------- | --------------------- | --------------- | ------------- |
| P        | Alberto Ciabattini    | Salernitana     | svincolato    |
| P        | Filippo Rinaldi       | Parma           | prestito      |
| D        | Gianluca Bassano      | Cittadella      | prestito      |
| D        | Eduard Dutu           | Fiorentina      | prestito      |
| D        | Alessandro Tozzuolo   | Perugia         | svincolato    |
| C        | Gianluca Carpani      | Fano            | svincolato    |
| C        | Rocco Casiello        | Team Altamura   | svincolato    |
| C        | Federico Dini         | Rignanese       | fine prestito |
| C        | Carlo Martorelli      | Carpi           | svincolato    |
| C        | Antonio Mionić        | Milan           | prestito      |
| C        | Lorenzo Meledandri    | Sora            | fine prestito |
| C        | Alessandro Mercati    | Sassuolo        | prestito      |
| C        | Mattia Mosti Falconi  | Fortis Juventus | fine prestito |
| A        | Francesco Barranca    | Lentigione      | svincolato    |
| A        | Flavio Fofi           | Miniato Basso   | fine prestito |
| A        | Diego Gambale         | Montespaccato   | svincolato    |
| A        | Francesca Intinacelli | Ascoli          | prestito      |
| A        | Alberto Lunghi        | Perugia         | prestito      |
| A        | Guglielmo Mignani     | Siena           | svincolato    |

| Cessioni | Cessioni             | Cessioni            | Cessioni   |
| R.       | Nome                 | a                   | Modalità   |
| -------- | -------------------- | ------------------- | ---------- |
| P        | Filippo Marziano     | Zenith Audax        | svincolato |
| D        | Pietro Bruschi       | Nuova Foiano        | svincolato |
| D        | Tommaso Calosci      |                     | svincolato |
| D        | Emmanuel Iroanya     |                     | svincolato |
| D        | Giulio Mulas         |                     | svincolato |
| D        | Mattia Zanoli        |                     | svincolato |
| C        | Niccolò Cavallini    | Savignanese         | svincolato |
| C        | Federico Dini        | Terranuova          | prestito   |
| C        | Vittorio Donati      | Poggibonsi          | svincolato |
| C        | Pietro Gistri        | Poggibonsi          | svincolato |
| C        | Lorenzo Meledandri   |                     | svincolato |
| C        | Mattia Mosti Falconi | Porta Romana        | svincolato |
| A        | Niccolò Borghesi     | Terranuova          | svincolato |
| A        | Flavio Fofi          |                     | svincolato |
| A        | Manuele Giustarini   | Follonica Gavorrano | svincolato |
| A        | Riccardo Landini     |                     | svincolato |

### Operazioni tra le due sessioni
| Acquisti | Acquisti            | Acquisti | Acquisti   |
| R.       | Nome                | da       | Modalità   |
| -------- | ------------------- | -------- | ---------- |
| C        | Gianluca Carpani    |          | svincolato |
| C        | Riccardo Doratiotto |          | svincolato |

| Cessioni | Cessioni          | Cessioni | Cessioni |
| R.       | Nome              | a        | Modalità |
| -------- | ----------------- | -------- | -------- |
| A        | Guglielmo Mignani | Carpi    | prestito |

### Sessione invernale(dal 03/01 al 31/01)
| Acquisti | Acquisti           | Acquisti  | Acquisti      |
| R.       | Nome               | da        | Modalità      |
| -------- | ------------------ | --------- | ------------- |
| D        | Antonio Boccadamo  | Molfetta  | definitivo    |
| D        | Denis Chiesa       | Reggiana  | prestito      |
| D        | Mattia Gennari     | Pistoiese | definitivo    |
| C        | Giovanni Nannelli  | Cesena    | prestito      |
| A        | Nicolas Boiga      | Genoa     | prestito      |
| A        | Giulio Giordani    | Aglianese | definitivo    |
| A        | Guglielmo Mignani  | Carpi     | fine prestito |
| A        | Daniele Sorrentino | Reggiana  | prestito      |

| Cessioni | Cessioni            | Cessioni       | Cessioni   |
| R.       | Nome                | a              | Modalità   |
| -------- | ------------------- | -------------- | ---------- |
| C        | Rocco Casiello      |                | svincolato |
| C        | Riccardo Doratiotto |                | svincolato |
| C        | Carlo Martorelli    | Paganese       | definitivo |
| A        | Guglielmo Mignani   | Lornano Badese | prestito   |

### Operazioni successive alla sessione invernale
| Acquisti | Acquisti         | Acquisti | Acquisti   |
| R.       | Nome             | da       | Modalità   |
| -------- | ---------------- | -------- | ---------- |
| P        | Mattia Valentini |          | svincolato |

| Cessioni | Cessioni | Cessioni | Cessioni |
| R.       | Nome     | a        | Modalità |
| -------- | -------- | -------- | -------- |

## Risultati

### Serie C

#### Girone di andata
| Arbitro: | Carrione (Castellammare di Stabia) |

|                        |           |  |
| Zamparo 31’ Rozzio 69’ | Marcatori |  |

| Arbitro: | Catanoso (Reggio Calabria) |

|                                    |           |                      |
| Jallow 3’ Gambale 40’ Tozzuolo 70’ | Marcatori | 79’ (rig.) Schenetti |

| Arbitro: | Zamagni (Cesena) |

|  |           |             |
|  | Marcatori | 70’ Gambale |

| Arbitro: | Giordano (Novara) |

|            |           |                            |
| Lischi 71’ | Marcatori | 42’ Memushaj 88’ De Marchi |

| Arbitro: | Baratta (Rossano) |

|                                            |           |  |
| Magnaghi 9’ (rig.) Mattioli 45’ Milani 61’ | Marcatori |  |

| Arbitro: | Milone (Taurianova) |

|  |           |                                   |
|  | Marcatori | 25’ Di Santo 51’ Terzi 52’ Varela |

| Arbitro: | Di Francesco (Ostia) |

|                        |           |                          |
| Doumbia 72’ Energe 78’ | Marcatori | 44’ Barranca 60’ Gambale |

| Arbitro: | Maggio (Lodi) |

|                        |           |               |
| Mercati 34’ Jallow 79’ | Marcatori | 23’ Scarsella |

| Arbitro: | Tremolada (Monza) |

|                                |           |  |
| Rolfini 34’ (rig.), 72’ (rig.) | Marcatori |  |

| Arbitro: | Luongo (Napoli) |

|  |           |                         |
|  | Marcatori | 44’ Udoh 62’ Travaglini |

| Arbitro: | Marotta (Sapri) |

|                     |           |  |
| Vano 13’ Romano 89’ | Marcatori |  |

| Arbitro: | D'Eusanio (Faenza) |

|                                     |           |             |
| Barranca 38’ Jallow 42’ Gambale 63’ | Marcatori | 36’ Malotti |

| Arbitro: | Panettella (Gallarate) |

|                             |           |  |
| Fedato 26’ (rig.) Nanni 55’ | Marcatori |  |

| Arbitro: | Gigliotti (Cosenza) |

|                                                        |           |                  |
| De Sarlo 12’ (aut.) Jallow 25’ Gambale 70’, 78’ (rig.) | Marcatori | 53’ L. Benedetti |

| Arbitro: | Perri (Roma) |

|             |           |                          |
| Moscati 78’ | Marcatori | 15’ Gambale 43’ Barranca |

| Arbitro: | Mirabella (Napoli) |

|             |           |           |
| Gambale 56’ | Marcatori | 74’ Tonso |

| Arbitro: | Cherchi (Carbonia) |

|                                       |           |                     |
| Bortolussi 3’ (rig.), 38’ Berti 90+6’ | Marcatori | 61’ (aut.) Gonnelli |

| Pontedera 12 dicembre 2021, ore 17:30 CET 18ª giornata | Montevarchi       | 0 – 0 referto | Viterbese | Stadio Ettore Mannucci (277 spett.)\| Arbitro: \| Scarpa (Collegno) \| |
| Arbitro:                                               | Scarpa (Collegno) |               |           |                                                                        |

| Arbitro: | Nicolini (Brescia) |

|           |           |  |
| Arena 73’ | Marcatori |  |

#### Girone di ritorno
| Arbitro: | Kumara (Verona) |

|              |           |                                  |
| Barranca 90’ | Marcatori | 6’ Lanini 49’ Zamparo 60’ Neglia |

| Arbitro: | Cascone (Nocera Inferiore) |

|                                                       |           |                |
| Morosini 20’ Karić 24’ Lesacano 29’, 37’ Magrassi 81’ | Marcatori | 74’ Sorrentino |

| Arbitro: | Mastrodomenico (Molfetta) |

|                                     |           |  |
| Sorrentino 42’ Carpani 90+3’ (rig.) | Marcatori |  |

| Arbitro: | Ancora (Roma 1) |

|                                    |           |                                   |
| Ferrari 3’, 90+3’ Rauti 20’, 45+1’ | Marcatori | 9’ (rig.) Gambale 53’ Intinacelli |

| Montevarchi 30 gennaio 2022, ore 14:30 CET 24ª giornata | Montevarchi      | 0 – 0 referto | Pontedera | Stadio Gastone Brilli Peri (651 spett.)\| Arbitro: \| Mucera (Palermo) \| |
| Arbitro:                                                | Mucera (Palermo) |               |           |                                                                           |

| Arbitro: | Catanoso (Reggio Calabria) |

|                            |           |  |
| Paloschi 8’ Cardoselli 47’ | Marcatori |  |

| Arbitro: | D'Eusanio (Faenza) |

|              |           |               |
| Giordani 54’ | Marcatori | 90+5’ D'Auria |

| Arbitro: | Maranesi (Ciampino) |

|                           |           |  |
| Scarsella 22’ Minesso 83’ | Marcatori |  |

| Arbitro: | Zanotti (Rimini) |

|                               |           |                   |
| Gambale 29’, 66’ Giordani 69’ | Marcatori | 50’ (rig.) Sereni |

| Olbia 27 febbraio 2022, ore 14:30 CET 29ª giornata | Olbia           | 0 – 0 referto | Montevarchi | Stadio Bruno Nespoli (500 spett.)\| Arbitro: \| Centi (Viterbo) \| |
| Arbitro:                                           | Centi (Viterbo) |               |             |                                                                    |

| Arbitro: | Longo (Cuneo) |

|                |           |                 |
| Sorrentino 10’ | Marcatori | 29’ (rig.) Vano |

| Arbitro: | Ubaldi (Roma 1) |

|  |           |              |
|  | Marcatori | 13’ Giordani |

| Arbitro: | Cavaliere (Paola) |

|                        |           |  |
| Jallow 34’ Carpani 87’ | Marcatori |  |

| Arbitro: | Luongo (Napoli) |

|                         |           |  |
| Romano 59’ Lombardi 60’ | Marcatori |  |

| Arbitro: | Baratta (Rossano) |

|              |           |             |
| Barranca 28’ | Marcatori | 63’ Artioli |

| Arbitro: | Marini (Trieste) |

|                         |           |  |
| Cannavò 17’ (rig.), 48’ | Marcatori |  |

| Arbitro: | Sfira (Pordenone) |

|                                               |           |  |
| Lischi 25’ Gambale 34’ Jallow 73’ Carpani 89’ | Marcatori |  |

| Viterbo 14 aprile 2022, ore 21:00 CEST 37ª giornata | Viterbese                            | 0 – 0 referto | Montevarchi | Stadio Enrico Rocchi (1 029 spett.)\| Arbitro: \| Pirrotta (Barcellona Pozzo di Gotto) \| |
| Arbitro:                                            | Pirrotta (Barcellona Pozzo di Gotto) |               |             |                                                                                           |

| Arbitro: | Mirabella (Napoli) |

|                         |           |             |
| Gennari 58’ Carpani 85’ | Marcatori | 46’ Di Noia |

### Coppa Italia Serie C
| Arbitro: | Zucchetti (Foligno) |

|                                |                      |                                            |
| Rolfini 23’                    | Marcatori            | 38’ Barranca                               |
| Iotti Maurizii Sereni Faggioli | Tiri di rigore 3 – 2 | Lischi Amatucci Martinelli Mercati Bassano |

## Statistiche

### Statistiche di squadra
Statistiche aggiornate al 23 aprile 2022.
| Competizione         | Punti | In casa | In casa | In casa | In casa | In casa | In casa | In trasferta | In trasferta | In trasferta | In trasferta | In trasferta | In trasferta | Totale | Totale | Totale | Totale | Totale | Totale | DR  |
| Competizione         | Punti | G       | V       | N       | P       | Gf      | Gs      | G            | V            | N            | P            | Gf           | Gs           | G      | V      | N      | P      | Gf     | Gs     | DR  |
| -------------------- | ----- | ------- | ------- | ------- | ------- | ------- | ------- | ------------ | ------------ | ------------ | ------------ | ------------ | ------------ | ------ | ------ | ------ | ------ | ------ | ------ | --- |
| Serie C              | 45    | 19      | 9       | 6       | 7       | 31      | 20      | 19           | 3            | 3            | 13           | 10           | 35           | 38     | 12     | 9      | 17     | 41     | 55     | -14 |
| Coppa Italia Serie C | -     | 0       | 0       | 0       | 0       | 0       | 0       | 1            | 0            | 1            | 0            | 1            | 1            | 1      | 0      | 1      | 0      | 1      | 1      | 0   |
| Totale               | -     | 19      | 9       | 6       | 7       | 31      | 20      | 19           | 3            | 4            | 13           | 11           | 36           | 38     | 12     | 10     | 17     | 42     | 56     | -14 |

### Andamento in campionato
| Giornata  | 1  | 2 | 3 | 4  | 5  | 6  | 7  | 8  | 9  | 10 | 11 | 12 | 13 | 14 | 15 | 16 | 17 | 18 | 19 | 20 | 21 | 22 | 23 | 24 | 25 | 26 | 27 | 28 | 29 | 30 | 31 | 32 | 33 | 34 | 35 | 36 | 37 | 38 |
| --------- | -- | - | - | -- | -- | -- | -- | -- | -- | -- | -- | -- | -- | -- | -- | -- | -- | -- | -- | -- | -- | -- | -- | -- | -- | -- | -- | -- | -- | -- | -- | -- | -- | -- | -- | -- | -- | -- |
| Luogo     | T  | C | T | C  | T  | C  | T  | C  | T  | C  | T  | C  | T  | C  | T  | C  | T  | C  | T  | C  | T  | C  | T  | C  | T  | C  | T  | C  | T  | C  | T  | C  | T  | C  | T  | C  | T  | C  |
| Risultato | P  | V | V | P  | P  | P  | N  | V  | P  | P  | P  | V  | P  | V  | V  | N  | P  | N  | P  | P  | P  | V  | P  | N  | P  | N  | P  | V  | N  | N  | V  | V  | P  | N  | P  | V  | N  | V  |
| Posizione | 18 | 9 | 5 | 10 | 13 | 15 | 15 | 14 | 15 | 16 | 16 | 14 | 17 | 14 | 10 | 13 | 13 | 14 | 14 | 14 | 16 | 15 | 15 | 15 | 17 | 16 | 18 | 15 | 15 | 15 | 14 | 12 | 14 | 14 | 15 | 13 | 14 | 12 |

Legenda:

Luogo: C = Casa; T = Trasferta. Risultato: V = Vittoria; N = Pareggio; P = Sconfitta.